# Muratowo (Kaliningrad)
Muratowo (Муратово, deutsch Panzhof) war ein Ort in der russischen Oblast Kaliningrad (Gebiet Königsberg (Preußen)). Seine Ortsstelle liegt im Bereich des Munizipalkreises Rajon Bagrationowsk (Stadtkreis Preußisch Eylau).

## Geographische Lage
Die Ortsstelle von Muratowo resp. Panzhof liegt im südlichen Westen der Oblast Kaliningrad, 15 Kilometer nördlich der früheren Kreis- und heutigen Rajonshauptstadt Preußisch Eylau (russisch Bagrationowsk).

## Geschichte
Im Jahre 1798 wurde Panshof gegründet und nach 1905 Panzhof genannt. Bis 1945 war das Vorwerk Panzhof mit Bögen (russisch Lineinoje), Klein Lauth (Sergejewo) und Ponitt (Turgenewskoje) eine Ortschaft von Schrombehnen (Moskowskoje) im Kreis Preußisch Eylau in Ostpreußen.
Im Jahre 1945 kam Panzhof in Kriegsfolge mit dem gesamten nördlichen Ostpreußen zur Sowjetunion. Die deutsche Namenform behielt Panzhof bis zum Jahre 1947, als es in „Muratowo“ umbenannt wurde. Im gleichen Jahr wurde es in den neu gebildeten Wladimirowski selski Sowet (Dorfsowjet Wladimirowo (Tharau)) eingegliedert. Doch schon bald, vermutlich schon lange vor 1969, war der Ort ohne neue Siedler und galt als verlassen, heute gar als untergegangen. Seine Ortsstelle liegt im Rajon Bagrationowsk (Stadtkreis Preußisch Eylau) in der Oblast Kaliningrad (Gebiet Königsberg (Preußen)) der Russischen Föderation.

## Religion
Mit überwiegend evangelischer Bevölkerung war Panzhof bis 1945 in das Kirchspiel der Kirche Tharau (Wladimirowo) in der Kirchenprovinz Ostpreußen der Kirche der Altpreußischen Union eingepfarrt.

## Verkehr
Zur kaum noch wahrnehmbaren Ortsstelle Muratowo resp. Panzhof führt von Moskowskoje (Schrombehnen) aus eine Landwegverbindung.